# 旭駅 (高知県)
旭駅（あさひえき）は、高知県高知市旭駅前町にある、四国旅客鉄道（JR四国）土讃線の駅である。駅案内パネルのコメントは「おもかる地蔵尊の駅」。駅番号はK03。
千葉県旭市にある東日本旅客鉄道（JR東日本）総武本線の旭駅と同名のため、自動券売機を含む窓口乗車券類（窓口発売の普通入場券を除く）には、区別するため「（土）旭」と表示される。

## 歴史
- 1924年（大正13年）11月15日：鉄道省高知線の駅として開設[3]。
- 1969年（昭和44年）10月1日：配達の取扱を廃止[4]。
- 1982年（昭和57年）5月15日：車扱貨物取扱廃止[4]。
- 1985年（昭和60年）3月14日：荷物扱い廃止[4]。
- 1987年（昭和62年）4月1日：国鉄分割民営化によりJR四国の駅となる[4]。
- 1989年（平成元年）8月20日：ウィリーウィンキー旭店が開店[5]。
- 2005年（平成17年）3月1日：ダイヤ改正により、特急列車の当駅停車本数が大幅に増加。
- 2013年（平成25年）7月31日：ウィリーウィンキー旭店が閉店。
- 2024年（令和6年）3月16日：終日無人化とパークアンドライドのサービス終了[1][2]。

## 駅構造
相対式ホーム2面2線を有する交換可能駅（地上駅）で、特急「しまんと」、「あしずり」が停車する（「あしずり」2往復〈下り1号／上り6号〉は通過する）。
駅両端のポイントはスプリングポイント。北側に保線用機械の留置線があったが、現在は撤去されて「車止め」の標識と枕木のみを残してパークアンドライド用駐車場の通路となっている。
駅舎は大きく、2013年7月31日まではパン屋「ウィリーウィンキー」も入っていた。無人駅（高知駅管理）で、自動券売機が設置されている。

### のりば
| のりば | 路線    | 方向 | 行先                           |
| ------ | ------- | ---- | ------------------------------ |
| 1      | ■土讃線 | 下り | 須崎・窪川・中村方面           |
| 2      | ■土讃線 | 上り | 高知・土佐山田・高松・岡山方面 |

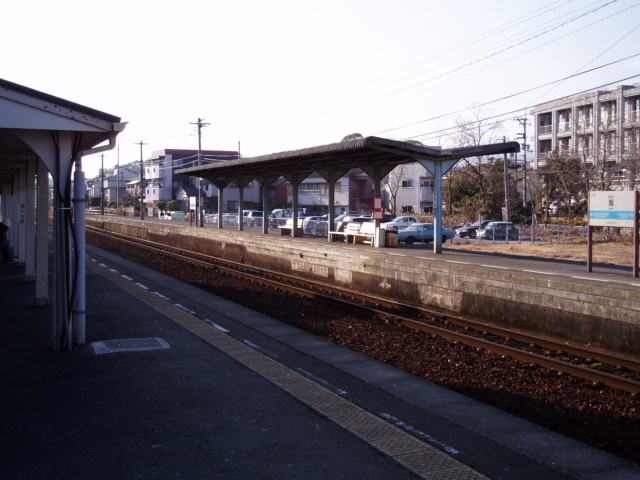
ホーム（2008年12月）

## 駅周辺
- とさでん交通伊野線・旭駅前通停留場
- 高知学園
- 高知学園短期大学
- 高知市立旭東小学校
- 高知市上下水道局旭浄水場
- イオン高知旭町店
- サニーマート山手店

### バス路線
以前は当駅に乗り入れる路線バスがいくつかあったが、現在は運行されていない。このため、バスは全て（駅から300m南の国道33号にある）とさでん交通、県交北部交通「旭駅前通」バス停に発着する。

## 隣の駅
四国旅客鉄道（JR四国）
■土讃線
- 特急「しまんと」停車駅
- 特急「あしずり」一部停車駅

■普通
円行寺口駅 (K02) - 旭駅 (K03) - 高知商業前駅 (K04)